# Gould-inkakolibri
A gould-inkakolibri (Coeligena torquata inca) a madarak osztályának sarlósfecske-alakúak (Apodiformes)  rendjébe és a kolibrifélék (Trochilidae) családjába tartozó örvös inkakolibri (Coeligena torquata) alfaja.

## Rendszerezés
Besorolás a vitatott, egyes rendszerezők szerint önálló faj Coeligena inca néven.

## Előfordulása
Peru területén honos. A természetes élőhelye trópusi és szubtrópusi erdők lakója.

## Megjelenése
Testhossza 12 centiméter. Teste erős színezetű. Feje étcsokoládé-barna vagy fekete, narancssárga örvöt visel, hasa és háta aranyos-smaragdzöld. Sokkal színesebb, mint az örvös inkakolibri.

## Életmódja
Nektárral, rovarokkal és virágporral táplálkozik.

## Külső hivatkozások
- Képek az interneten a fajról
- Internet Bird Collection - videók a fajról